# مالک شکوحی
مالک شکوحی (انگلیسی: Malek Shakuhi؛ زادهٔ ۵ آوریل ۱۹۶۰) یک ورزشکار اهل سوریه است.
از باشگاه‌هایی که در آن بازی کرده‌است می‌توان به تیم ملی فوتبال سوریه اشاره کرد.
وی همچنین در تیم ملی فوتبال سوریه بازی کرده است.